# Wahlkreis Bari (Camera dei deputati)
Der Wahlkreis Bari ist seit 2020 ein Wahlkreis (italienisch collegio elettorale) für die Wahl der Abgeordnetenkammer.

## Wahlkreisgebiet
| Wahlkreise – Camera dei deputati – Apulien | Wahlkreise – Camera dei deputati – Apulien   | Wahlkreise – Camera dei deputati – Apulien                         |
| Provinz                                    | Provinz                                      | Gemeinden nach Provinzen ⮞ Wahlkreis                               |
| ------------------------------------------ | -------------------------------------------- | ------------------------------------------------------------------ |
|                                            | Metropolitanstadt Bari (41 Gemeinden)        | 9 ⮞ Wahlkreis Bari 17 ⮞ Wahlkreis Molfetta 15 ⮞ Wahlkreis Altamura |
|                                            | Provinz Barletta-Andria-Trani (10 Gemeinden) | 7 ⮞ Wahlkreis Andria 3 ⮞ Wahlkreis Cerignola                       |
|                                            | Provinz Brindisi (20 Gemeinden)              | alle ⮞ Wahlkreis Brindisi                                          |
|                                            | Provinz Foggia (61 Gemeinden)                | 39 ⮞ Wahlkreis Foggia 22 ⮞ Wahlkreis Cerignola                     |
|                                            | Provinz Lecce (96 Gemeinden)                 | 30 ⮞ Wahlkreis Lecce 66 ⮞ Wahlkreis Galatina                       |
|                                            | Provinz Tarent (29 Gemeinden)                | 22 ⮞ Wahlkreis Tarent 7 ⮞ Wahlkreis Altamura                       |

Der Wahlkreis umfasst 9 Gemeinden der Metropolitanstadt Bari (Bari, Bitritto, Capurso, Cellamare, Modugno, Mola di Bari, Noicattaro, Triggiano und Valenzano).

## Wahlergebnisse

### Parlamentswahl 2022
| Kandidaten                          | Kandidaten                | Stimmen | %    | Listen                                                  | Stimmen | %    |
| ----------------------------------- | ------------------------- | ------- | ---- | ------------------------------------------------------- | ------- | ---- |
|                                     | Davide Bellomogewählt     | 80.996  | 36,6 | Fratelli d’Italia                                       | 50.869  | 23,0 |
| Forza Italia                        | Davide Bellomogewählt     | 80.996  | 36,6 | 19.842                                                  | 9,0     |      |
| Lega per Salvini Premier            | Davide Bellomogewählt     | 80.996  | 36,6 | 9.402                                                   | 4,2     |      |
| Noi Moderati                        | Davide Bellomogewählt     | 80.996  | 36,6 | 883                                                     | 0,4     |      |
|                                     | Alberto Claudio De Giglio | 63.618  | 28,7 | Movimento 5 Stelle                                      | 63.618  | 28,7 |
|                                     | Luisa Torsi               | 56.848  | 25,7 | Partito Democratico – Italia Democratica e Progressista | 41.164  | 18,6 |
| Alleanza Verdi e Sinistra           | Luisa Torsi               | 56.848  | 25,7 | 8.646                                                   | 3,9     |      |
| +Europa                             | Luisa Torsi               | 56.848  | 25,7 | 5.431                                                   | 2,5     |      |
| Impegno Civico – Centro Democratico | Luisa Torsi               | 56.848  | 25,7 | 1.607                                                   | 0,7     |      |
|                                     | Stefano Franco            | 12.478  | 5,6  | Azione – Italia Viva                                    | 12.478  | 5,6  |
|                                     | Vincenzo Madetti          | 2.676   | 1,2  | Italexit per l’Italia                                   | 2.676   | 1,2  |
|                                     | Laura Marchetti           | 2.521   | 1,1  | Unione Popolare                                         | 2.521   | 1,1  |
|                                     | Emma Prencipe             | 2.339   | 1,1  | Italia Sovrana e Popolare                               | 2.339   | 1,1  |
| Gesamt                              | Gesamt                    | 221.476 | 100  |                                                         | 221.476 | 100  |
|                                     |                           |         |      |                                                         |         |      |
| Ungültige Stimmen                   | Ungültige Stimmen         | 7.460   | 3,3  |                                                         |         |      |
| Wähler                              | Wähler                    | 228.936 | 57,9 |                                                         |         |      |
| Wahlberechtigte                     | Wahlberechtigte           | 395.251 |      |                                                         |         |      |
|                                     |                           |         |      |                                                         |         |      |
| Quelle: Innenministerium            |                           |         |      |                                                         |         |      |